# Europese herdenkingsdag voor de slachtoffers van het stalinisme en het nazisme
De Europese herdenkingsdag voor de slachtoffers van het stalinisme en het nazisme, jaarlijks te gedenken op 23 augustus, werd ingesteld door het Europees Parlement op 2 april 2009, als "een pan-Europese dag voor het herdenken van de slachtoffers van alle totalitaire en autoritaire regimes, die moet worden gekenmerkt door waardigheid en onpartijdigheid".
Het uitroepen van herdenkingsdag was oorspronkelijk een van de twee hoofddoelstellingen van de Verklaring van Praag van 3 juni 2008, zoals bepleit door grondleggers als Vaclav Havel en Joachim Gauck en veel andere prominente ondertekenaars, naast de uitdrukkelijke veroordeling van de misdaden, gepleegd uit naam van het communisme.
De datum 23 augustus werd gekozen om deze te laten samenvallen met de ondertekening van het Molotov-Ribbentroppact, waarbij de Sovjet-Unie en nazi-Duitsland in 1939 overeenkwamen om Europa onder elkaar te verdelen, een gebeurtenis die Jerzy Buzek, voorzitter van het Europees Parlement, in 2010 omschreef “als de twee verschrikkelijkste vormen van totalitarisme in de geschiedenis van de mensheid”.
Het doel van de herdenkingsdag is om de herinnering in stand te houden aan de slachtoffers van massadeportaties en executies, alsmede het propageren van democratische waarden met het doel om vrede en stabiliteit in Europa te versterken.
Op 23 augustus 2008 ondertekenden 409 leden van het Europese Parlement een verklaring ter ondersteuning van de instelling van de herdenkingsdag.
Op 2 april 2009 werd het besluit tot instelling van de herdenkingsdag met 533 stemmen voor, 44 tegen en 33 onthoudingen, door het Europees Parlement aangenomen.
De herdenkingsdag op 23 augustus is ook officieel erkend in Canada, en is daar bekend als International Black Ribbon Day.